# Рудники Володарівської групи
Рудники Володарівської групи – сукупність підприємств з видобутку урану, які діяли на півночі Казахстану у складі Рудоуправління №5 Цілинного гірничо-хімічного комбінату (ЦГХК).
Рудоуправління №5 включало:
-   рудник №12, який з 1976-го розробляв шахтним методом родовище Грачовське. Рудник мав проектну потужність у 180 тисяч тон руди на рік, проте фактично не встиг вийти на рівень більше за 120 тисяч тон;
-  кар’єр та шахти №2 та №3 на родовищі (рудному полі) Косачине. Останнє було виявлене геологами у 1973-му та мало запаси у 96 тисяч тон урану.
Разом з рудниками спорудили селище Володарівське (наразі Саумалколь), призначене для проживання співробітників.
Продукція рудників відправлялась на гірничометалургійний завод Цілинного ГХК.
На тлі краху планової економіки та припинення радянської ядерної програми комбінат потрапив у складне становище та припинив видобуток. Рудник №12 видобув останню партію товарної руди в 1998-му, після чого був призначений на ліквідацію разом із шахтами родовища Косачине.